# Terumo
Terumo Corporation (株式会社日本製鋼所, Terumo Kabushiki-gaisha) é uma indústria de equipamentos médicos e instrumentos de precisão japonesa, fundada em 1921 com o nome Sekisen Ken-onki Corporation por um grupo de cientistas liderados pelo Dr. Kitasato Shibasaburō a fim de produzir termômetros médicos. Com o passar dos anos a gama de produtos aumentou muito.
Em 1971 abriu o primeiro escritório fora do Japão, nos Estados Unidos. Hoje possui subsidiárias na Europa, América do Sul, China, Índia, Filipinas, Vietnã, Tailândia e Austrália.
Adquiriu as empresas Vascutek em 2002 e Microvention em 2006, aumentando ainda mais seu portfólio.

## Produtos
Possui produtos em três segmentos distintos:
- Sessão Cardíaca e Vascular
  - Sistemas de ultrassom intravascular
  - Cateteres percutâneos
  - Stents para uso de drogas
  - Cateteres angiográficos
  - Molas endovasculares abdominais e periféricas
  - Bypass cardiopulmonar
  - Oxigenadores com filtro arterial intergrado
  - Enxertos arteriais integrados

- Sessão de Manejo de Sangue
  - Sistemas de coleta automática de sangue
  - Dispositivos de processamento automático de componentes do sangue
  - Sistemas de coleta de sangue com filtro redutor de leucócitos
  - Sistemas de tecnologia de redução de patógenos
  - Sistemas de aférese terapêutica
  - Sistemas de expansão celular

- Sessão Hospitalar Geral
  - Cateteres EV
  - Kits de infusão

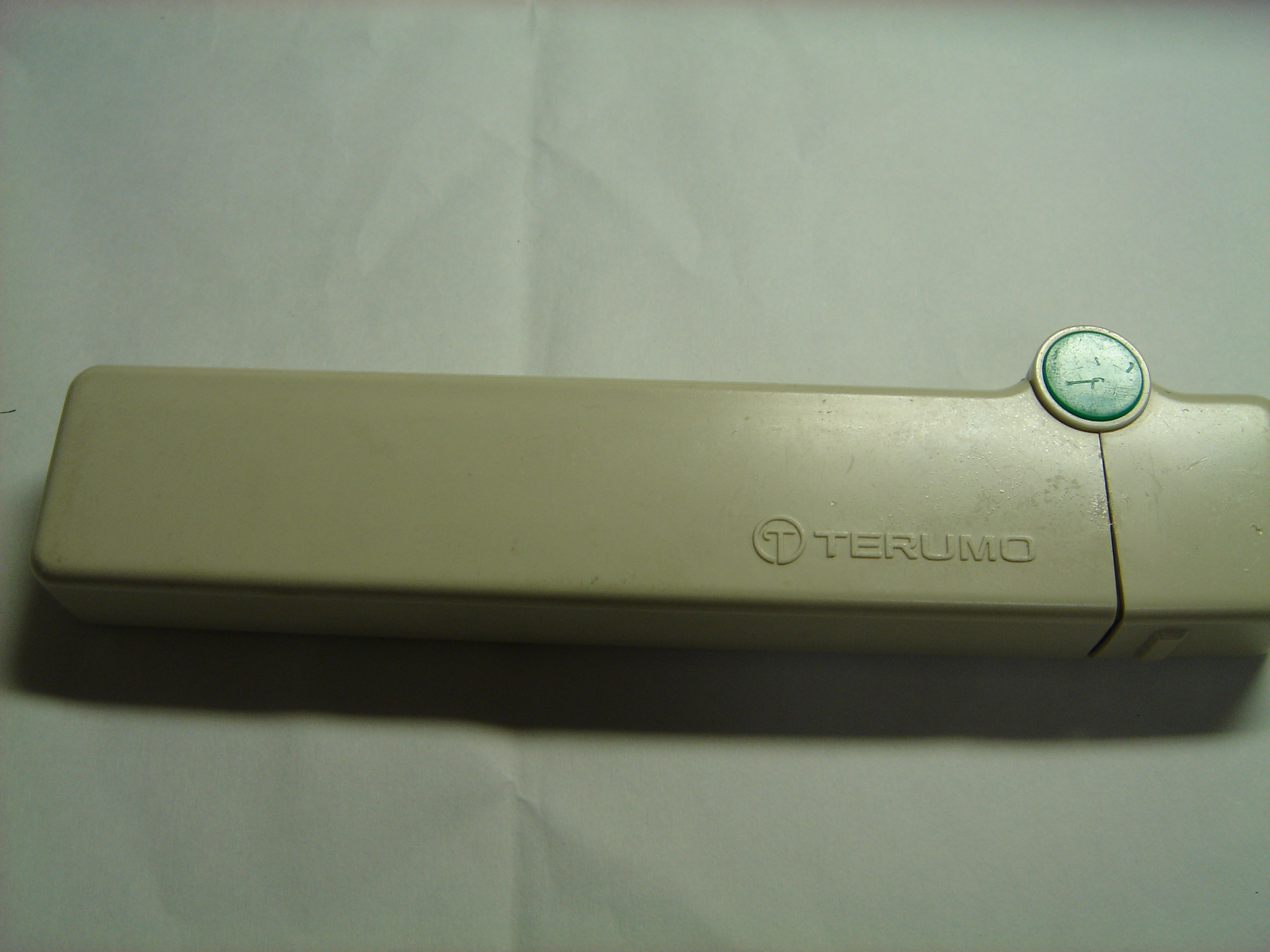
Termômetro Terumo

  - Sistemas de monitoramento de glicemia
  - Kits de lancetamento
  - Sistemas de diálise peritoneal
  - Termômetros digitais
  - Esfigmomanômetros[1]

A Terumo Penpol, subsidiária da companhia na Índia, é a maior rodutora de sacos de coleta de sangue e distribui seus produtos por mais de 82 produtos.